# Royal Aeronautical Society
La Royal Aeronautical Society (RAeS) est une société savante du Royaume-Uni destinée à la promotion de toute activité dans le domaine aéronautique et aérospatial. Fondée en 1866 sous le nom de the Aeronautical Society of Great Britain, nom qu'elle a porté jusqu'en 1918, elle est la plus ancienne société dans ce domaine.

## Fonctionnement
La RAeS est une société mondialement implantée, les branches françaises étant domiciliées à Paris et à Toulouse.
Elle est divisée en divisions, chacune étant dotée de groupes de spécialités :  aérodynamique, médecine, maintenance, propulsion, navigation, domaine juridique, transport, avionique et systèmes, environnement, opérations de vol, simulateurs, essais en vol, aviation générale, aspects historiques, facteurs humains, vol propulsé par l'homme, gestion, espace, structures et matériaux, systèmes autonomes, systèmes d'armes, femmes dans l'aéronautique. Ces groupes organisent des conférences relatives à leur domaine de spécialité.

## Publications

### Anciennes publication
- The Journal of the Royal Aeronautical Society  (ISSN 0368-3931) (1923–1967)
- The Aeronautical Quarterly (1949-1983)
- Aerospace (1969-1997)
- Aerospace International  (ISSN 1467-5072) (1997 - 2013)
- The Aerospace Professional (1998 - 2013)

### Publications actuelles
- Aerospace magazine[3] (2014 à aujourd'hui)
- The Aeronautical Journal[4]  (ISSN 0001-9240) (1897 à aujourd'hui)
- The Journal of Aeronautical History[5] (2011 à aujourd'hui)
- Aerospace[6]  (ISSN 2052-451X) (2013 à aujourd'hui)

## Distinctions et Grades
La RAeS délivre divers titres et grades dont celui de Compagnon, celui de Fellow (Fellow of the Royal Aeronautical Society, FRAeS (en)), celui de Member, et bien d'autres.
Elle récompense annuellement des individus ou des groupes (en) par des médailles d'or, d'argent ou de bronze.